# Burgruine Schnepfenburg
Die Burgruine Schnepfenburg ist die Ruine einer Spornburg auf einem 300 m ü. NN Sporn im Wald zwischen dem Höllental und dem „Kuhbachtal“ in der Gemarkung Albungen und westlich des Ortsteiles Albungen der Stadt Eschwege im Werra-Meißner-Kreis in Hessen. Nur wenige hundert Meter entfernt in südwestlicher Richtung befinden sich die Reste der Burg Bilstein (nahe Hitzerode) und einer als Schanze zeitlich noch nicht eingeordneten Restes einer befestigten weiteren Höhenanlage.
Die Nutzung der Burg wird anhand von Keramikfunden in die Zeit zwischen das 12. bis 14. Jahrhundert gelegt, was eine Erbauungszeit im 12. Jahrhundert vermuten lässt. Die Burg war erheblich größer als die nahe Burg Bilstein, die nur wenige hundert Meter südwestlich liegt. Die Schnepfenburg war vermutlich von einem Zweig der Grafen von Bilstein bewohnt.
Die Hauptburg besaß westlich und östlich je eine Vorburg, die durch Halsgräben von dieser getrennt war. Vertiefungen mit gemauerten Steinen deuten auf einen eingestürzten Keller hin. Weiter finden sich noch Mauerreste einer Ringmauer, Wall- und Grabenreste. Ein kleines Plateau in nordwestlicher Richtung kann eine Zugangs- bzw. Kontrollfunktion zur vorbeiführenden Straße gewesen sein.